# 奧蘭治 (新南威爾斯州)
奧蘭治（英語：Orange）是新南威爾斯州的一個小鎮，位於雪梨之西250公里處，人口有39,329；在州內屬比較重要的城鎮。
主要產業有農業、採礦業、健康服務業和教育業。鎮上鄰近的重要地標是高1395米的卡諾伯拉斯山（Mount Canobolas），可以俯瞰奧蘭治全境。當地是澳大利亞少數的幾個冬季可以觀賞到雪色繽紛的城鎮。

## 友好城市
- 美国 1963年
- 日本牛久市 1986年[2]
- 芒特哈根 1989年
- 新西兰提馬魯 1990年